# 混合規則

複合材料彈性模數的上限和下限，下限為此處給出的混合規則所預測，但上限大於此處給出的混合規則。 實際彈性模數介於曲線之間。

在材料科學中，混合規則是用來預測複合材料的各種性能的平均值。   它提供了彈性模數、極限拉伸強度、熱導率和導電度等特性的理論上下限。 通常會使用兩種模型，一種用於軸向負載（Voigt 模型）   ，一種用於横向負載（Reuss 模型）。  
一般來說，對於某些物理性質，如彈性模數 {\displaystyle E}  ，混合規則指出，平行於纖維方向上的整體性能可達：
{\displaystyle E_{c}=fE_{f}+\left(1-f\right)E_{m}}
其中
- {\displaystyle f={\frac {V_{f}}{V_{f}+V_{m}}}}是纖維占整體的體積比例
- {\displaystyle E_{f}} 是纖維的材料性質
- {\displaystyle E_{m}} 是基材的材料性質

常犯的錯誤是以為這是楊氏模數的上限。實際上這個公式给出楊氏模數上限大於 {\displaystyle E_{c}}。即使兩個都是等向性(Isotropic)材料，真正的上限是 {\displaystyle E_{c}} 加上兩個成分泊松比之差的平方。 
混合逆規則表明，在垂直於纖維的方向上，複合材料的彈性模數可以低至
{\displaystyle E_{c}=\left({\frac {f}{E_{f}}}+{\frac {1-f}{E_{m}}}\right)^{-1}.}
如果所要研究的是彈性模數，則這就稱為下限模數，對應横向負載。 

## 彈性模量的推導

### Voigt模數
考慮單軸拉伸下的複合材料{\displaystyle \sigma _{\infty }} 。如果材料要保持完整， {\displaystyle \epsilon _{f}} (纖維的應變) 必須等於 {\displaystyle \epsilon _{m}}(基材的應變) 。單軸張力的虎克定律给出
| {\displaystyle {\frac {\sigma _{f}}{E_{f}}}=\epsilon _{f}=\epsilon _{m}={\frac {\sigma _{m}}{E_{m}}}} |  | 1 |

在這裡{\displaystyle \sigma _{f}}, {\displaystyle E_{f}}, {\displaystyle \sigma _{m}}, {\displaystyle E_{m}}分别是纖維和基材的應力和彈性模數。注意到應力的定義是每單位面積的力[N/m^2]，力平衡给出：
| {\displaystyle \sigma _{\infty }=f\sigma _{f}+\left(1-f\right)\sigma _{m}} |  | 2 |

這裡{\displaystyle f}是複合材料中纖維的體積比例（並且{\displaystyle 1-f}是基材的體積比例）。
如果假設複合材料表現為線彈性材料，即遵守虎克定律{\displaystyle \sigma _{\infty }=E_{c}\epsilon _{c}}對於複合材料的某些彈性模數{\displaystyle E_{c}}以及複合材料的一些應變{\displaystyle \epsilon _{c}} ，那麼等式 (1) 和 (2) 可以結合起来给出
{\displaystyle E_{c}\epsilon _{c}=fE_{f}\epsilon _{f}+\left(1-f\right)E_{m}\epsilon _{m}.}
最後，自从{\displaystyle \epsilon _{c}=\epsilon _{f}=\epsilon _{m}} ，複合材料的整體彈性模數可表示為
{\displaystyle E_{c}=fE_{f}+\left(1-f\right)E_{m}.}

### Reuss 模數
現在在複合材料垂直於纖維方向施加負載，假設{\displaystyle \sigma _{\infty }=\sigma _{f}=\sigma _{m}} 。複合材料中的總應變分布在材料之間，使得：
{\displaystyle \epsilon _{c}=f\epsilon _{f}+\left(1-f\right)\epsilon _{m}.}
材料的總模數如下式所示：
{\displaystyle E_{c}={\frac {\sigma _{\infty }}{\epsilon _{c}}}={\frac {\sigma _{f}}{f\epsilon _{f}+\left(1-f\right)\epsilon _{m}}}=\left({\frac {f}{E_{f}}}+{\frac {1-f}{E_{m}}}\right)^{-1}}
因為{\displaystyle \sigma _{f}=E\epsilon _{f}}, {\displaystyle \sigma _{m}=E\epsilon _{m}} 。 

## 其他特性
類似的推導给出了混合規則
- 質量密度： \rho_c=\rho_f\centerdot f+\rho_M\centerdot (1-f){\displaystyle \rho _{c}=\rho _{f}\centerdot f+\rho _{M}\centerdot (1-f)}
- 極限拉伸強度： {\displaystyle \left({\frac {f}{\sigma _{UTS,f}}}+{\frac {1-f}{\sigma _{UTS,m}}}\right)^{-1}\leq \sigma _{UTS,c}\leq f\sigma _{UTS,f}+\left(1-f\right)\sigma _{UTS,m}}
- 熱導率： {\displaystyle \left({\frac {f}{k_{f}}}+{\frac {1-f}{k_{m}}}\right)^{-1}\leq k_{c}\leq fk_{f}+\left(1-f\right)k_{m}}
- 導電度： {\displaystyle \left({\frac {f}{\sigma _{f}}}+{\frac {1-f}{\sigma _{m}}}\right)^{-1}\leq \sigma _{c}\leq f\sigma _{f}+\left(1-f\right)\sigma _{m}}

## 外部連結
- 混合規則計算機